# Masirah
Masirah (en arabe : مصيرة) est une île de l'océan Indien située au large de la côte orientale du Sultanat d'Oman.
Administrativement, elle fait partie de la région Ash Sharqiyah.
Depuis 1980, Masirah abrite une base aérienne de l'armée américaine, utilisée pour les opérations dans le Golfe et le Proche-Orient (Code OACI : OOMA).

## Tourisme
L'île est ouverte aux touristes. Des ferrys vont du port de Shannah à Masirah irrégulièrement chaque jour.  
Les conditions sont bonnes pour faire du kitesurf grâce à la mousson d'été.

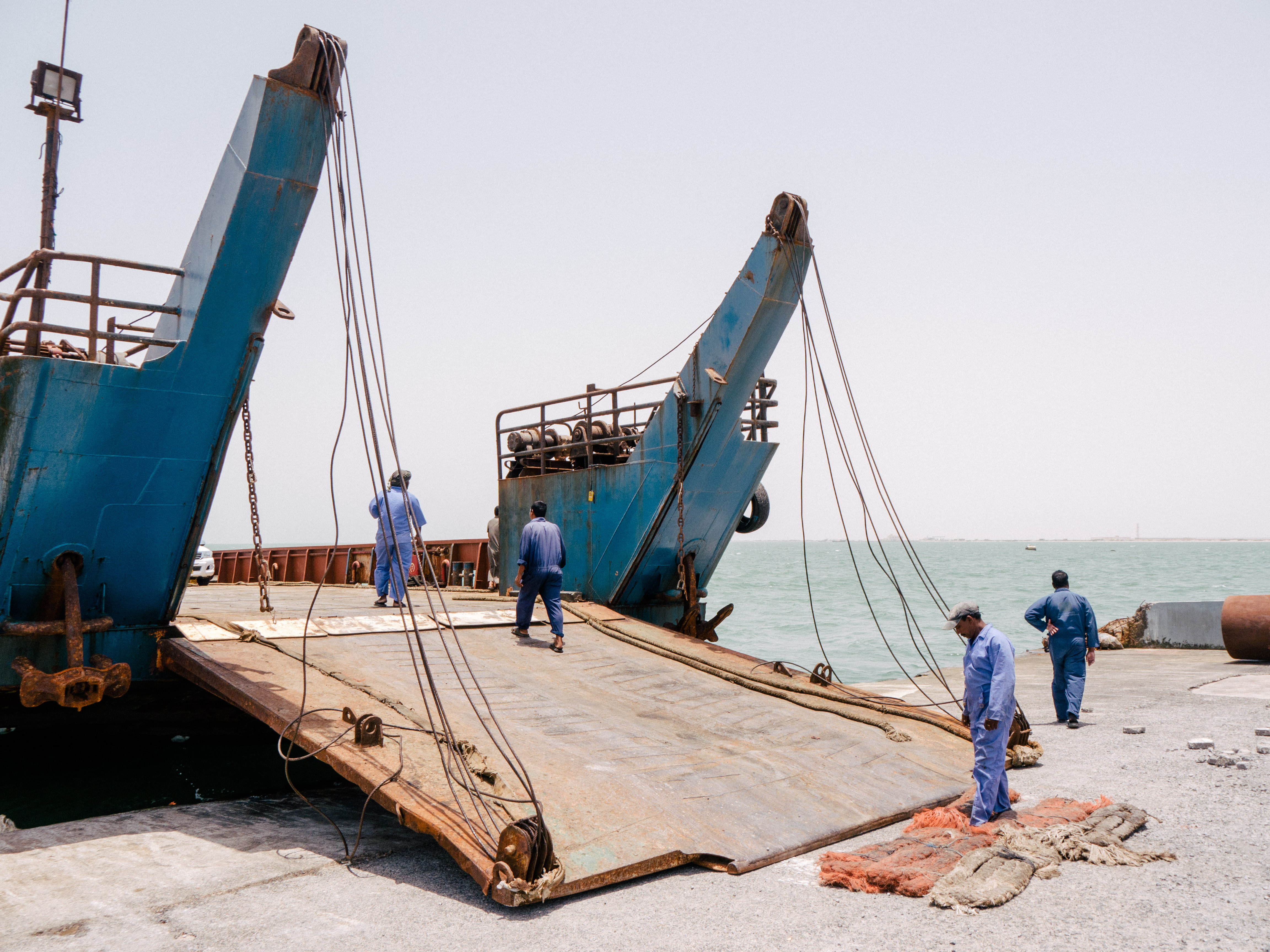
Traversier se préparant à naviguer pour l'île de Masirah.